# Tortionata
La tortionata o tortjonata è un dolce friabile a base di mandorle tipico della città di Lodi, riconosciuto dal Ministero delle politiche agricole alimentari e forestali come prodotto agroalimentare tradizionale italiano.
Affine alla più nota sbrisolona, se ne distingue soprattutto per l'assenza della farina gialla dalla lista degli ingredienti.
La torta sarebbe nata nella prima metà dell'Ottocento dalle mani del pasticciere Carlo Tacchinardi che tramandò la ricetta ai figli Giovanni e Gaetano. Quest'ultimo la passò al proprio figlio Alessandro a cui, secondo la tradizione popolare, si deve il nome del dolce.
Alessandro l'avrebbe chiamata così da un gioco di parole: la "torta di quando io sono nato", ovvero la "torta io nata" (da lì il nome definitivo).
Nel 1885 Alessandro Tacchinardi depositò legalmente il nome della torta lodigiana unitamente al marchio d'impresa, che è di proprietà della Tacchinardi srl, come riconosciuto dalla Suprema Corte di Cassazione con sentenza n. 10519/2016.
L'origine del nome deriva probabilmente dal termine tortijon, un filo di ferro attorcigliato che veniva anticamente utilizzato per tagliare la torta.